# 이타시구

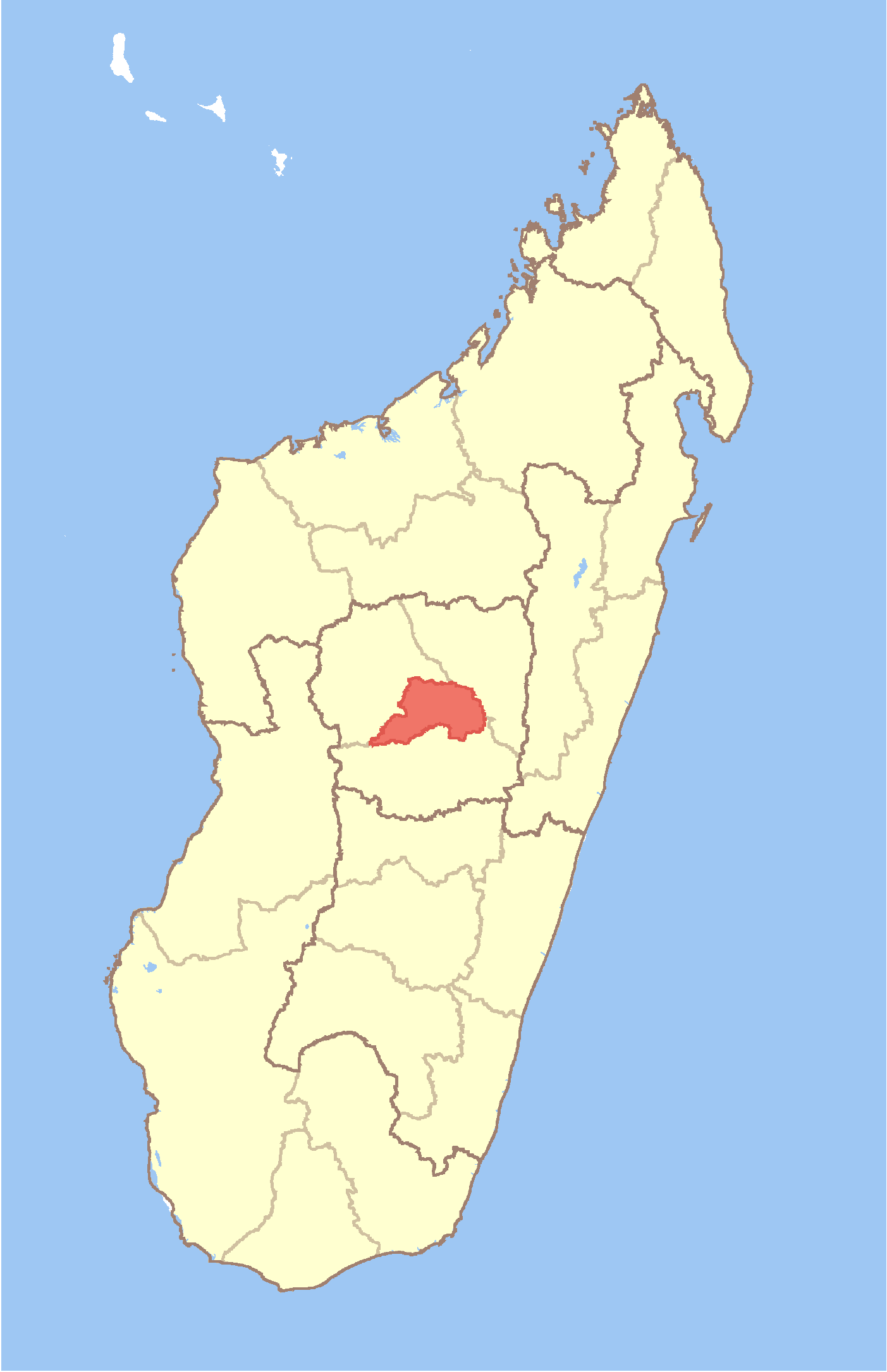
이타시 구의 위치

이타시구(말라가시어: Itasy)는 마다가스카르 중부에 위치한 구로 행정 중심지는 미아리나리보이며 면적은 6,993km2, 인구는 643,000명(2004년 기준)이다. 북동쪽으로는 아날라망가 구, 남쪽으로는 바키낭카라트라 구, 북서쪽으로는 봉골라바 구와 접한다. 3개 현을 관할한다.

## 같이 보기
- 안타나나리보주